# G906/915次列车
G906/915次列车是中国铁路运行于首都北京市至黑龙江省七台河市的高速动车组列车，列车客运乘务由哈尔滨局集团哈尔滨客运段担当，途经北京市、河北省、辽宁省、吉林省、黑龙江省四省一市。其中北京站至七台河西站运行8小时6分，使用车次为G915次；七台河西站至北京朝阳站运行7小时37分，使用车次为G906次。

## 历史

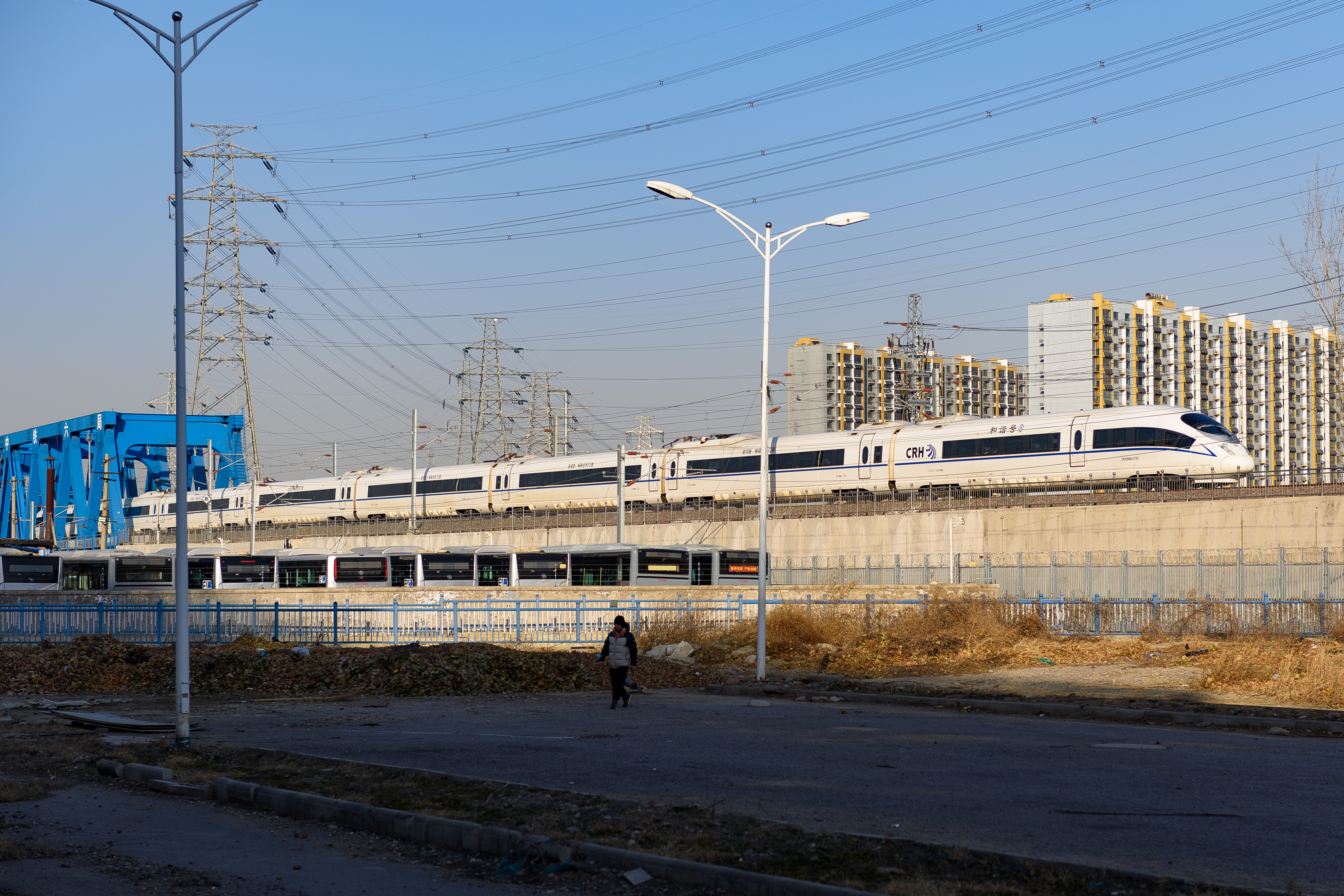
原G3605次列车通过环铁北桥（2021年11月摄）

2021年10月11日，原北京—哈尔滨西G903次列车延伸至鸡西西，车次改为G3605次、同时新增鸡西西—北京朝阳G3606次列车1对，但受牡佳客专暂未开通的影响暂时安排牡丹江站始发终到。同年12月6日，配合牡佳客专开通，正式安排鸡西西站始发终到。
2022年4月8日，G3605次列车延长至七台河西站终到。
2023年7月1日，配合京哈高铁运行图第二次重排，G3606次延长至七台河西站始发，同时本对列车车次调整为G907/936次。
2025年1月14日，此对列车由CRH380BG更换为CR400BF-GZ。
2025年7月1日，配合京哈高速铁路京沈段提质达标至350km/h运营，本对列车双向均改为大站快车运行，且车次改为G906/915次。

## 使用列车
G906/915次列车现使用配属哈尔滨局集团哈尔滨西动车运用所的CR400BF-GZ。